# Dendrochilum brachyotum
Dendrochilum brachyotum är en orkidéart som beskrevs av Heinrich Gustav Reichenbach. Dendrochilum brachyotum ingår i släktet Dendrochilum och familjen orkidéer. Inga underarter finns listade i Catalogue of Life.